# Nefyn
Nefyn és una petita ciutat de la costa nord-oest de la península de Llŷn, en el comtat de Gwynedd de Gal·les.
Segons el cens del 2001, Nefyn té una població de 2.550 habitants, dels quals un 80% parla el gal·lès com a primera llengua. La vila és un destí turístic encara poc explotat, però escollit per famílies que cerquen la sorra dels tres quilòmetres de platges. La carretera A497 acaba al centre de la ciutat.

## Història
La zona de Nefyn té ocupació humana documentada d'abans de l'any 300 aC, amb un fort de l'edat del ferro al Garn Boduan, sobre la ciutat. Sobre el cim d'aquest turó de 279 metres d'altitud s'escampen les restes de 170 cabanes circulars de pedra i diverses fortificacions.
Nefyn és el nom d'una deessa gaèlica, i seria un indicador de l'establiment de tribus irlandeses a la península de Llŷn (un nom també d'origen irlandès) en els segles IV o V. Els romans esmenten una tribu Gangani que ocupava Llŷn, i aquest nom es correspon amb una de similar que vivia a Irlanda. El nom femení irlandès Nevin, de pronunciació semblant a Nefyn, significa Adorador del Sant.
Els fonaments de la primitiva església de Santa Maria són del segle vi, quan el poble era una de les parades en els pelegrinatges a Ynys Enlli.
En els segles xii i xiii Nefyn acollia una de les mansions reials dels prínceps de Gwynedd (encara es conserva un carrer Stryd y plas, "carrer del palau") i l'església depenia dels canonges agustinians de l'Abadia de Haughmond (Shropshire, Anglaterra), que hi establiren un priorat (1252).
El 1284 la ciutat fou el lloc triat pel rei Eduard I per fer-hi un torneig d'abast europeu que commemorés la seva victòria sobre els gal·lesos, mostra del caràcter de capital de la península de Llŷn que tenia Nefyn. Setanta anys més tard (1355), quan la ciutat fou declarada Free Borough, "vila franca", encara era un important centre de comerç; a la llarga, però, aquest paper li seria arrabassat per Pwllheli. El mar fou sempre un dels pilars de l'economia de Nefyn i la pesca, especialment de l'areng, una font de negocis, i ho confirma l'escut de la ciutat, amb tres arengs, i el motiu que la gent de la península de Llŷn dona als habitants de Nefyn: Penwaig, arengs. A més, els habitants de Nefy es dedicaren també a la construcció naval (1760, construcció del primer vaixell documentat) i al comerç de cabotatge i amb Irlanda.
El 1882, Nefyn perdé l'autonomia municipal en favor de Pwllheli, la capital comarcal. El 2002, el Gwynedd County Council reconegué oficialment Nefyn com a ciutat.
Durant la Segona Guerra Mundial, la Royal Air Force construí una estació de radar al sud-oest de la població.

## Actualitat
El 18 de juliol del 1984, la ciutat patí un terratrèmol de 5,4 en l'escala de Richter; encara que un dels més forts en la història recent de Gran Bretanya, causà pocs danys estructurals. Un sisme anterior del 12 de desembre del 1940 causà, segons el Cambrian News la pèrdua de John Thomas de Nefyn, que morí d'un atac de cor.
L'església de Santa Maria, del segle VI però reedificada el 1825, ha estat dessacralitzada modernament i actualment hostatja un museu dedicat a la història marinera de Nefyn.
La ciutat té una escola primària, dos hotels, un club de futbol, club de golf i club nàutic. Nefyn està agermanada amb Puerto Madryn, una ciutat de la província de Chubut a l'Argentina, a conseqüència de les relacions que s'establiren per l'emigració gal·lesa a aquell país sud-americà.